# درختی‌موشیان
درختی‌موشیان (نام علمی: Dendromurinae) نام یک زیرخانواده از خانواده موش‌های مالاگاسی است.